# Sainte-Cécile-du-Cayrou
Sainte-Cécile-du-Cayrou is een gemeente in het Franse departement Tarn (regio Occitanie) en telt 160 inwoners (1999). De plaats maakt deel uit van het arrondissement Albi.

## Geografie
De oppervlakte van Sainte-Cécile-du-Cayrou bedraagt 8,1 km², de bevolkingsdichtheid is 19,8 inwoners per km².
De onderstaande kaart toont de ligging van Sainte-Cécile-du-Cayrou met de belangrijkste infrastructuur en aangrenzende gemeenten.

## Demografie
Onderstaande figuur toont het verloop van het inwonertal (bron: INSEE-tellingen).